# Nathan Zsombor-Murray
Nathan Zsombor-Murray (Montreal, 28 de abril de 2003) es un deportista canadiense que compite en saltos de plataforma.
Participó en dos Juegos Olímpicos de Verano, obteniendo una medalla de bronce en París 2024, en la prueba de plataforma 10 m sincro (junto con Rylan Wiens), y el quinto lugar en Tokio 2020, en la misma prueba.
Ganó una medalla de bronce en el Campeonato Mundial de Natación de 2022, en la prueba sincronizada. En los Juegos Panamericanos obtuvo tres medallas de plata, una en 2019 y dos en 2023.

## Palmarés internacional
| Juegos Olímpicos     | Juegos Olímpicos   | Juegos Olímpicos  | Juegos Olímpicos       |
| Año                  | Lugar              | Medalla           | Prueba                 |
| -------------------- | ------------------ | ----------------- | ---------------------- |
| 2024                 | París (Francia)    | Medalla de bronce | Plataforma 10 m sincro |
| Campeonato Mundial   |                    |                   |                        |
| Año                  | Lugar              | Medalla           | Prueba                 |
| 2022                 | Budapest (Hungría) | Medalla de bronce | Plataforma 10 m sincro |
| Juegos Panamericanos |                    |                   |                        |
| Año                  | Lugar              | Medalla           | Prueba                 |
| 2019                 | Lima (Perú)        | Medalla de plata  | Plataforma 10 m sincro |
| 2023                 | Santiago (Chile)   | Medalla de plata  | Plataforma 10 m        |
| 2023                 | Santiago (Chile)   | Medalla de plata  | Plataforma 10 m sincro |